# Phoneyusa gabonica
Phoneyusa gabonica är en spindelart som först beskrevs av Simon 1889.  Phoneyusa gabonica ingår i släktet Phoneyusa och familjen fågelspindlar.
Artens utbredningsområde är Gabon. Inga underarter finns listade i Catalogue of Life.